# 长柄豆蔻
长柄豆蔻（学名：Amomum longipetiolatum）为姜科豆蔻属下的一个种。

## 扩展阅读
- 維基物種上的相關：长柄豆蔻